# Alverich von Mehringen
Alverich (lateinisch Alvericus; † nach 1162) war Ritter von Mehringen aus der Familie der Grafen von Jabilinze.

## Leben
Alverich war ein Sohn von Ritter Gottschalk von Gabelizo und möglicherweise ein Nachfahre der Grafen von Plötzkau (mütterlicherseits?). Seine Brüder Siegfried und Baderich waren Grafen von Jabilinze, letzterer auch Burggraf von Brandenburg.
Alverich wurde 1142 erstmals als miles Alvericus de Meringe (Ritter Alverich von Mehringen) neben seinem Bruder Baderich erwähnt, als er die Kirche von Salbke an das Stift Unser Lieben Frauen in Magdeburg übertrug, wahrscheinlich aus dem elterlichen Erbe. Dies war der erste urkundlich erhaltene Nachweis eines Besitzes der Familie. Er war das erste und einzige Mitglied der Familie, das sich nach Mehringen bei Aschersleben benannte, trug aber keinen Grafentitel.
Alverich wurde bis 1162 in fünf weiteren Urkunden von Albrecht dem Bären als Zeuge genannt. Nachkommen sind nicht bekannt.
Ob Eico von Mehringen (erwähnt 1120) ein Verwandter war, ist fraglich.